# Fusionsparasitismus
Als Fusionsparasitismus bezeichnet man eine spezielle, nur unter einigen Vertretern der Mucorales vorkommende Art des Parasitismus.

Ihre Hyphen besitzen keine oder nur wenige Querwände (Septen) und enthalten deshalb eine Vielzahl voneinander räumlich nicht getrennter Zellkerne.
Der parasitische Pilz dockt mit so genannten Sikyosporen an seinen Wirt an. Anschließend löst er seine Zellwand und die seines Wirtes auf und stellt ein cytoplasmatisches Kontinuum mit diesem her. Kurz darauf entlässt er eine große Anzahl parasitischer Zellkerne in die Hyphen des Wirtes.
Verglichen mit anderen Formen des Parasitismus geht der Parasit eine extrem enge Verbindung mit seinem Wirt ein: Er fusioniert mit diesem auf zellulärer Ebene und ernährt sich direkt aus dessen Cytoplasma. Man spricht daher auch von biotrophen Fusionsparasiten.
Wahrscheinlich entstand der Fusionsparasitismus aus der den Mucorales eigenen Form der sexuellen Fortpflanzung. Pilze derselben Art, aber verschiedenen Paarungstyps erkennen ihren potentiellen Sexualpartner anhand chemischer Signalstoffe (Trisporsäure und deren Derivate). Die Paarung erfolgt durch das Verschmelzen einzelner Hyphen mit anschließender Verschmelzung zahlreicher Zellkerne (Karyogamie) und schließlich der Bildung von Zygosporen.
Fusionsparasiten wie Parasitella parasitica oder Chaetocladium brefeldii erkennen ihren potentiellen Wirt ebenfalls mit Hilfe des Trisporsäure-Signalsystems. Deshalb können auch nur Mucorales, die über ein solches Signalsystem verfügen und gleichzeitig dem jeweils anderen Paarungstyp angehören, parasitiert werden.
Der Wirt stirbt dadurch normalerweise nicht ab, zeigt aber oft verlangsamtes Wachstum und verringerte Sporenproduktion.